# Pandémie de Covid-19 au Bangladesh
 (janvier 2023).
La pandémie de Covid-19 au Bangladesh démarre officiellement le 8 mars 2020. À la date du 13 mai 2022, le bilan est de 29 127 morts.

## Épidémie

### Évolution
Trois premiers cas de Covid-19 ont été confirmés le 8 mars 2020. Le 18 mars le premier décès est recensé.
L'Institue of Epidemology Disease Control and Research est la première institution médicale du pays à avoir détecté et signalé la présence de premiers cas.
Le 23 mars alors que le pays cumule 33 cas de la maladie, le gouvernement recommande le respect de la distanciation sociale. Le 26 mars il impose un confinement jusqu'au 4 avril,. Cependant la situation sanitaire se détériore et il est prolongé jusqu'au 30 mai.
Le 22 avril, la Première ministre du Bangladesh, Sheikh Hasina, est reconnue par le magazine Forbes pour ses mesures ayant permis d'enrayer la propagation du Covid-19.
Le 6 mai 2020, 11 personnes sont accusées et arrêtées par le gouvernement pour avoir « diffusé des rumeurs sur la situation du Coronavirus » sur le réseau social Facebook, parmi elles des journalistes et caricaturistes ayant accusées le gouvernement pour son inaction et le manque d'équipements médicaux.
Le 8 juillet 2021, 11 651 cas sont recensés, ce qui constitue le record de cas positifs journalier.

### Statistiques
Le 10 mai 2021, on décompte depuis le début de l'épidémie au Bangladesh 775 000 cas confirmés, pour près de 12 000 décès. Soit environ un cas de Covid-19 pour 210 habitants.
Au 7 juillet, ce sont 872 935 cas qui sont comptabilisés par les autorités bangladaises et 13 868 morts. Soit environ un cas pour 186 habitants.
Les hôpitaux publics et privés disposent au total de 1 169 lits de réanimation. Soit environ un lit pour 139 000 personnes.
Au 8 juillet 2021, l'épidémie au Bangladesh représente 0,49 % des cas dans le monde.
La catégorie d'âge la plus touchée est celle des 75-84 ans, suivie par celle des 35-44 ans, puis celle des 45-54 ans.
Les régions les plus touchés au 7 juillet 2021 restent Dhaka, où se trouve la capitale Dacca, avec 367 639 cas confirmés ainsi que Chittagong avec 59 240 cas.

En bleu, les cas confirmés, en rouge les morts (en pointillés : cas journaliers). (échelle logarithmique)

## Vaccin
Le 24 février 2021, 2 673 000 Bangladais avaient reçus une dose de vaccin, soit 1,65 % de la population totale.
Au mois de mars 2021 l'Inde a fait don de près de 9 millions de doses de vaccin Serum au Bangladesh.
Le 12 mai 2021, 500 000 doses du vaccin Sinopharm sont données au Bangladesh par la république populaire de Chine dans sa démarche de diplomatie du vaccin.